# Éclipse solaire sur Jupiter

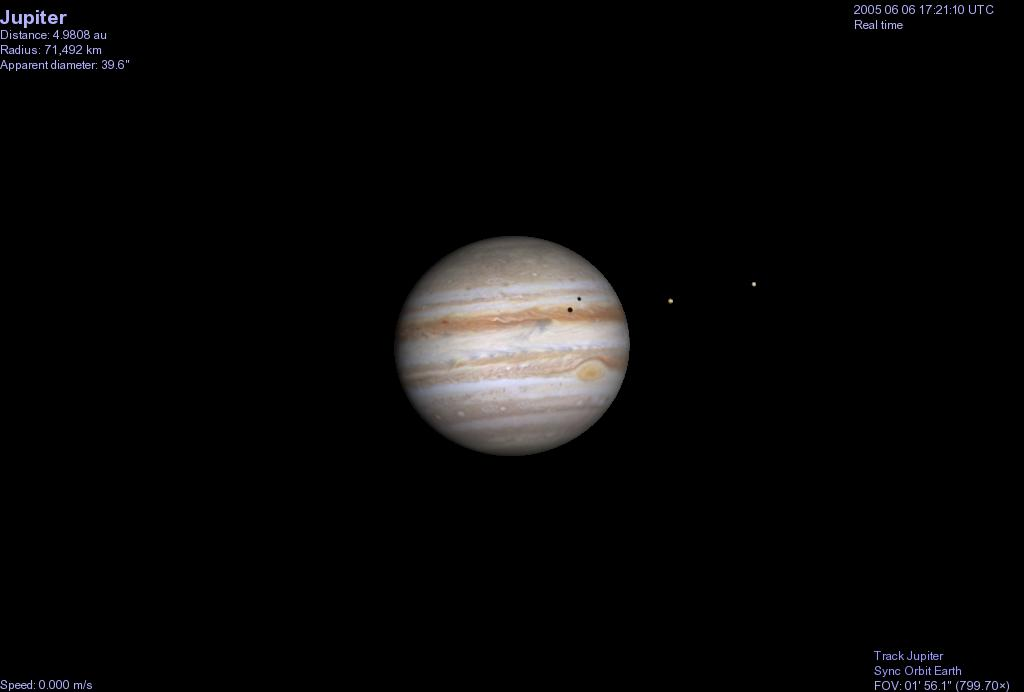
Transit de deux satellites devant Jupiter.

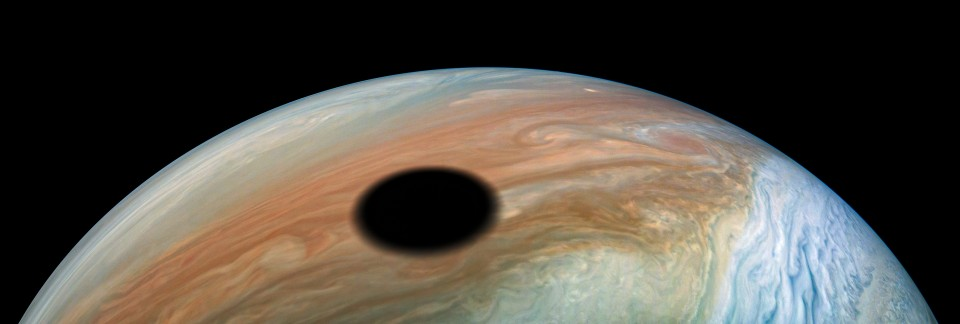
Ombre de Io sur Jupiter, photographiée par la sonde Juno.

Une éclipse solaire sur Jupiter se produit lorsque l'un des satellites de cette planète éclipse le Soleil, vu depuis sa surface.

## Satellites occulteurs
Cinq satellites ont un diamètre apparent suffisamment grand pour être capables d'occulter ainsi entièrement le Soleil : Amalthée, Callisto, Europe, Ganymède et Io. Les autres satellites de la géante gazeuse ont un diamètre apparent inférieur à celui du Soleil, conduisant à une éclipse partielle ou à un simple transit.

## Occurrence
Les éclipses solaires ne sont pas particulièrement rares sur Jupiter, celle-ci étant très grande et peu inclinée sur son axe (les satellites principaux de Jupiter sont à peu près situés dans le plan équatorial de la planète). De fait, quasiment toutes les révolutions des cinq satellites cités plus haut conduisent à une éclipse solaire totale visible depuis au moins une zone de la surface de Jupiter (à la différence de la Lune et de la Terre, par exemple). Les ombres projetées par les quatre satellites galiléens peuvent être observées depuis la Terre dans un télescope.